# Ribadumia (parroquia)
Ribadumia (oficialmente Santa Baia de Ribadumia) es una parroquia española del municipio de Ribadumia, perteneciente a la provincia de Pontevedra, en la comunidad autónoma de Galicia.

## Toponimia
El lugar puede aparecer referido como «Ribadumia», «Rivadumia», «Santa Eulalia de Ribadumia», «Santa Eulalia de Rivadumia» y «Santa Baia de Ribadumia».

## Historia
Hacia mediados del siglo XIX, el lugar, ya por entonces perteneciente a Ribadumia, tenía contabilizada una población de 370 habitantes. Aparece descrito en el decimotercer volumen del Diccionario geográfico-estadístico-histórico de España y sus posesiones de Ultramar de Pascual Madoz con las siguientes palabras:

RIVADUMIA (Sta. Eulalia): feligresía capital del ayuntamiento del mismo nombre en la prov. de Pontevedra (2 1/2 leg.), part. jud. de Cambados (1 1/2), dióc. de Santiago (7). sit. á la izq. del r. Umia, con libre ventilacion; clima templado y sano. Tiene unas 140 casas en los l. de Barral, Bouza, Bouza de Martin, Cabanelas, Casaldarnos, Curuto, Freixo, Gandara, Mamoela, Outeiro, Porto-Conchido, Poxafeita, Rabadeiro y Rabuñade. La igl. parr. (Sta. Eulalia) se halla servida por un cura de término y patronato del marqués de Castelar. Confina con el r. Umia, que la separa de Cambados, y con las parr. de Barrantes y Besomaño. El terreno es llano y de buena calidad; le baña por el S. un riach. que va á desaguar en el Umia. El correo se recibe de Cambados. prod.: trigo, maiz, centeno, cebada, patatas, legumbres, hortaliza, vino, lino, frutas y yerbas de pasto: se cria ganado vacuno, de cerda, lanar y cabrío; caza de perdices, codornices, liebres y conejos; y pesca de anguilas, truchas y otros peces. ind.: la agrícola, molinos harineros y telares de lienzo ordinario. pobl.: 144 vec., 370 alm. contr.: con el ayuntamiento (V.).
(Madoz, 1849, p. 511)

En 2022, tenía empadronados 1730 habitantes.